# Joachim de Coignac
Joachim de Coignac, né en 1520 à Châteauroux  et mort en 1580 en pays de Vaud, est un ministre et théologien protestant.

## Vie et œuvre
D'abord ministre protestant à Thonon, puis à Grenoble, Joachim de Coignac s'exile dans le pays de Vaud. C'est un "pasteur berrichon réfugié en Suisse" (Raymond Lebègue) 
"Ses rapports avec la ville de Lausanne – il y publia en 1551, Deux satires, l’une du pape, l’autre de la papauté, chez Jean Rivery – lui auront donné l’idée d’écrire une tragédie sur un des sujets indiqués par de Bèze dans sa préface." (Jonker, p. 105-106)

## Principaux ouvrages
- Deux satires, l'une du pape, l'autre de la papauté, Genève, Adam et Jean Rivery ,1551:

"Cette petite pièce, libelle de 24 pages in-8°, est une suite d’invectives en vers sautillants contre le pape et ses suppôts." (Charles-Antoine Chamay)
- La déconfiture de Goliath, Genève chez les frères Adam et Jean Riverey,1551 (tragédie).
- Le Bastion et rempart de Chasteté à l'encontre de Cupido et de ses armes avec plusieurs épigrammes, Lyon, Marchant, 1550

.